# NGC 4636
NGC 4636 es una galaxia elíptica-lenticular fácilmente visible con telescopios de aficionado situada en la constelación de Virgo a una distancia de 57 millones de años luz (17,5 megaparsecs). Es un miembro del Cúmulo de Virgo, situado al sureste de la agrupación principal, considerada a veces cómo la galaxia más brillante de un subgrupo propio.
El rasgo más notable de esta galaxia es ser una de las galaxias elípticas más brillantes del cielo en las longitudes de onda de los rayos X, poseyendo un núcleo galáctico activo con un agujero negro supermasivo central que tiene una masa estimada en 200 millones de masas solares; estudios realizados con ayuda del telescopio de rayos X Chandra muestran dos arcos de gas caliente y aspecto simétrico atravesando una nube de gas caliente, aunque a menores temperaturas que las de dichos arcos, que envuelve la galaxia en conjunto.
Cómo muchas otras galaxias de su tipo, NGC 4636 es bastante rica en cúmulos globulares, con una población estimada de ellos en alrededor de 4900.